# Нижняя Пеша
Нижняя Пеша (нен. Тасий Песты) (традиционное название — Нижняя Пёша) — село в Заполярном районе Ненецкого автономного округа России, административный центр Пешского сельсовета. Село находится в пограничной зоне.

## Название села и буква «ё» в нём
Название села происходит от названия реки Пёша, в низовьях которой село расположено. По одной из версий, гидроним Пёша возник из-за того, что реку во многих местах можно перейти пешком.
В соответствии с законом Ненецкого автономного округа, название села — Нижняя Пеша. Законом Ненецкого автономного округа от 1 декабря 2015 года № 155-ОЗ в названиях Пешского сельсовета, сёл Нижняя Пеша и Верхняя Пеша — буква «ё» была заменена на «е». При этом в названии реки Пёша буква «ё» сохраняется, в том числе и в каталоге географических названий Росреестра.

## География
Село расположено на левом берегу реки Пёша, в 50 км от впадения в Чёшскую губу Баренцева моря.

## История
Село возникло в первой половине XIX века как промысловое становище. В 1830 году здесь было два двора братьев Кыркаловых. В 1897 году — 16 дворов с 80 жителями, в 1922 году — 36 дворов с 186 жителями. До 1924 года Нижняя Пёша была в составе Несской волости Мезенского уезда, а с 1924 года — в составе Канино-Чёшской самоедской волости. В 1929 — 1959 годах Нижняя Пёша была центром Канино-Тиманского района. C 1959 года село являлось центром Пёшского сельского совета Ненецкого национального округа. С 2005 года Нижняя Пёша является административным центром муниципального образования Пешский сельсовет Заполярного района Ненецкого автономного округа. В 2011 году жители Нижней Пёши отметили 180-летие своего села.

## Население
| 1897 | 1922 | 1939 | 2002 | 2010 |
| ---- | ---- | ---- | ---- | ---- |
| 80   | ↗186 | ↗836 | ↘642 | ↗718 |

## Улицы
- улица Калинина
- Набережная улица
- Новая улица
- Северная улица
- Советская улица

## Экономика
Основные занятия населения — рыболовство, оленеводство и молочное животноводство. Центральная база СПК РК «Заполярье».

## Инфраструктура
Средняя школа, пришкольный интернат, детский сад, участковая больница, аптечный пункт, почта, филиал Сбербанка РФ, пекарня, магазины, аэропорт, метеостанция, войсковая часть.

## Транспорт
Регулярные авиарейсы два раза в неделю, из Нарьян-Мара и Архангельска на самолете Ан-2 или на вертолете Ми-8. Грузы доставляются морем в период навигации из Архангельска.

## Сотовая связь
Оператор сотовой связи стандарта GSM: МТС.

## Радио
- 102,0 Север FM

## Телевидение
- Первый мультиплекс[16]
- Второй мультиплекс[17]

## Уроженцы
- Калинин, Алексей Александрович — стрелок-радист экипажа Н. Ф. Гастелло.

## Интересные факты
В фантастической повести братьев Стругацких «Волны гасят ветер» Нижняя Пёша — научный посёлок, в котором расположен филиал Сиднейского института Флеминга по конструированию искусственных организмов.